# Jing Guang Centre
Il Jing Guang Center è un grattacielo di Pechino.

## Caratteristiche
L'edificio, alto 208 metri è stato il più alto della città dal suo completamento, nel 1989 al 2006.
Il Jing Guang Center fu anche l'edificio più alto della Cina continentale dal 1989 fino al 1996, quando furono completate la King Tower a Shanghai e la Shun Hing Square di Shenzhen. La torre principale è composta da 3 parti: hotel, uffici e condominio, con un edificio laterale di spazi per uffici aggiuntivi sul lato nord. 

### Rosewood Beijing Hotel
La sezione dell'hotel del centro era originariamente il Jing Guang New World Hotel Beijing.  L'hotel è stato chiuso e rinnovato nel 2012-2013 ed è divenuto il Rosewood Beijing Hotel.  
Un altro New World Beijing Hotel è stato aperto a Wangfujing, distretto di Dongcheng.